# Талдыбулак (Туркестанская область)
Талдыбулак (каз. Талдыбұлақ) — село в Казыгуртском районе Туркестанской области Казахстана. Входит в состав Шарапхананского сельского округа. Код КАТО — 514057600.

## Население
В 1999 году население села составляло 351 человек (183 мужчины и 168 женщин). По данным переписи 2009 года, в селе проживали 404 человека (209 мужчин и 195 женщин).